# Аладашвили, Георгий Иванович
Георгий Иванович Аладашвили (1898 год, село Арбошики, Сигнахский уезд, Тифлисская губерния — неизвестно, село Арбошики Цителицкаройский район, Грузинская ССР) — бригадир колхоза «Цители Арбошики» Цителицкаройского района, Грузинская ССР. Герой Социалистического Труда (1949).

## Биография
Родился в 1898 году в крестьянской семье в селе Арбошики Сигнахского уезда. С раннего возраста трудился в сельском хозяйстве. Во время коллективизации вступил в местный колхоз «Цители Арбошики» Цителицкаройского района. В послевоенные годы возглавлял бригаду № 1 в этом же колхозе.
В 1948 году бригада под его руководством собрала в среднем по 102,1 центнера винограда шампанских вин на участке площадью 10 гектаров. Указом Президиума Верховного Совета СССР от 9 августа 1949 года удостоен звания Героя Социалистического Труда за «получение высоких урожаев винограда в 1948 году» с вручением ордена Ленина и золотой медали «Серп и Молот» (№ 4354).
Этим же указом званием Героя Социалистического Труда были награждены труженики колхоза «Цители Арбошики» звеньевые Матро Давыдовна Алавердашвили и Тамара Георгиевна Ломидзе.
За выдающиеся трудовые достижения по итогам работы в 1949 году был награждён вторым Орденом Ленина. В последующем за высокие трудовые результаты по итогам Семилетки (1959—1965) и Восьмой пятилетки (1966—1970) дважды награждался медалью «За трудовую доблесть».
После выхода на пенсию проживал в родном селе Арбошики. Будучи пенсионером, продолжал трудиться в родном колхозе. С 1969 года — персональный пенсионер союзного значения. Дата смерти не установлена.
Награды
- Герой Социалистического Труда
- Орден Ленина — дважды (1949; 05.09.1950)
- Медаль «За трудовую доблесть» — дважды (02.04.1966; 08.04.1971)